# Urgence ophtalmologique
 (juin 2025).
Si vous disposez d'ouvrages ou d'articles de référence ou si vous connaissez des sites web de qualité traitant du thème abordé ici, merci de compléter l'article en donnant les références utiles à sa vérifiabilité et en les liant à la section « Notes et références ».
Les urgences ophtalmologiques sont les pathologies de globe oculaire et de ses annexes d'apparition brutale. Elles sont prises en charge par les ophtalmologues dans des structures dédiées ou au sein des services d'urgences générales.

## Selon leur siège
Les pathologies prises en charge peuvent être d'origine traumatique, infectieuse, inflammatoire ou encore vasculaire. Elles touchent aussi bien les paupières et les voies lacrymales que les différentes structures du globe oculaire.

### Paupières et voies lacrymales
- Plaie de la paupière et / ou du canalicule
- Chalazion : inflammation de la paupière
- Cellulite : infection de la paupière et de l'orbite
- Orgelet : infection d'un cil
- Zona ophtalmique
- Fracture de l'orbite

### Cornée et de la conjonctive
- Ulcere de cornée traumatique ou kératite
- Abcès de cornée (infection de la cornée)
- Conjonctivite infectieuse ou allergique
- Herpès oculaire : kératite ou uvéite
- Plaie du globe

### Segment antérieur et du cristallin
- Uvéite
- Luxation du cristallin ou de l'implant
- Anisocorie : mydriase ou myosis
- Glaucome aigu
- Contusion du globe

### Urgences vitréorétiniennes
- Décollement du vitré
- Déchirure de rétine
- Hémorragie du vitré
- Décollement de rétine
- Dégénérescence maculaire liée à l'âge (DMLA]), occlusion de la veine centrale de la rétine (OVCR), néovaisseau maculaire, occlusion de l'artère centrale de la rétine…

### Urgences neuro-ophtalmologiques
- Migraine avec aura
- Neuropathie optique ischémique antérieure (NOIA) ou névrite optique inflammatoire (NORB)
- Hypertension intracrânienne...

## Épidémiologie
Chaque année plus de 120 000 patients sont pris en charge pour une urgence ophtalmologique en France. Leur accueil est réparti de la façon suivante :
- service d'urgences publics : 400 000 ;
- services d'urgences privées : 200 000 ;
- ophtalmologistes libéraux : 600 000.

Les consultations chez le médecin généraliste pour motif ophtalmologique sont difficilement recensables mais pourraient s'élever à 3 000 000 /an. 

## Structures de soin en France
Les urgences ophtalmologiques peuvent être gérées en structures spécialisées ou en cabinet sur des plages horaires dédiées. 

### Les urgences spécialisées
À l'image de l'hôpital national de la vision (anciennement CHNO 15-20) ou de la fondation Rotschild à Paris, les patients peuvent être accueillis 24 h/24 7 j/7 en consultation pour un motif impérieux. Véritables services d'urgences, celles-ci sont classées en fonction de la gravité du motif : plaies de l'œil, suspicion d'AVC... Les services disposent de lits d'hospitalisation et d'un plateau technique au sein même de l'établissement.

### Les urgences généralistes
Certains hôpitaux intègrent au sein de leur service d'urgences générales, un lieu de consultation destiné aux urgences ophtalmologiques, avec tout le matériel d'examen approprié. L'accueil des urgences peut être réalisé soit par un ophtalmologue, soit par un urgentiste formé. Dans le cas de l'urgentiste formé, le patient peut être réadressé directement dans le service d'ophtalmologie le lendemain pour une expertise plus approfondie.

### Les cabinets spécialisés
Certains cabinets bénéficient d'une organisation spécifique afin de pouvoir recevoir les patients avec ou sans rendez-vous sur des plages horaires étendues. Les cabinets sont généralement rattachés à une structure de soins chirurgicale (clinique) afin de pouvoir prendre en charge les patients de manière globale.